# Quocient AST/ALT
El quocient AST/ALT (o relació AST/ALT o quocient GOT/GPT o relació GOT/GPT o quocient de De Ritis) és el quocient entre les concentracions dels enzims aspartat-transaminasa (AST) i l'alanina-transaminasa (ALT) a la sang d'un humà o animal. Es mesura amb una anàlisi de sang i de vegades és útil en el diagnòstic mèdic de transaminases elevades per diferenciar les causes de dany hepàtic o hepatotoxicitat.
La majoria de les causes de lesió de cèl·lules hepàtiques s'associen a un augment més gran de l'ALT que de l'AST; tanmateix, una proporció AST a ALT de 2:1 o més suggereix una hepatopatia alcohòlica, especialment en el context d'una gamma-glutamiltransferasa (GGT) elevada.
El quocient AST a ALT també pot augmentar ocasionalment en un patró d'hepatopatia en pacients amb esteatohepatitis no alcohòlica, i sovint s'eleva en un patró d'hepatopatia alcohòlica en pacients amb hepatitis C que han desenvolupat cirrosi. A més, els pacients amb malaltia de Wilson o cirrosi a causa de l'hepatitis vírica poden tenir un AST superior a l'ALT, encara que la proporció normalment no és superior a dos.
Quan l'AST és superior a l'ALT, s'ha de considerar una font muscular d'aquests enzims. Per exemple, la inflamació muscular a causa de la dermatomiositis pot causar AST>ALT. Aquest és un bon recordatori que AST i ALT no són bones mesures de la funció hepàtica quan altres fonts poden influir en AST i/o ALT, perquè no reflecteixen de manera fiable la capacitat sintètica del fetge i poden provenir de teixits diferents del fetge (com el múscul). Per exemple, l'exercici intens com l'aixecament de pesos pot augmentar l'ALT a 50-200 U/L i l'AST a 100-1000 U/L (i augmentar l'AST a unes 4 vegades l'ALT) durant la setmana següent a l'exercici.
Resum:
| Quocient AST/ALT | Condicions associades            |
| ---------------- | -------------------------------- |
| > 5              | causes extrahepàtiques           |
| >2               | hepatitis alcohòlica             |
| >2               | carcinoma hepatocel·lular        |
| >2               | hepatitis vírica en fase inicial |
| <1               | hepatitis vírica en fase tardana |